# Убивця Акаме
Убивця Акаме! або Akame ga Kill! (яп. アカメが斬る!) — шьонен-манґа автора Такахіро й ілюстратора Тецуї Тасіро. Публікація розпочалася у журналі Gangan Joker видавництва Square Enix з березня 2010. Сюжет розгортається навколо Тацумі, молодого селянина, який прямує в столицю, щоб зібрати гроші для свого рідного села, та виявляє сильну корупцію в цій галузі. Вбивця групи Нічний Рейд рекрутує молоду людину новобранцем для боротьби проти Імперії, щоб зламати прогнилий державний режим. Манга ліцензована Yen Press у червні 2014-го. У 2024 році видавництво MAL'OPUS анонсувало видання манґи українською мовою, у 2025 році очікується на випуск першого та другого тому.
Приквел Akame ga Kill! Zero фокусується на передісторії Акаме, серіалізація розпочалася у журналі Monthly Big Gangan видавництвом Square Enix у жовтні 2014. Трасляція аніме-серіалу в Японії тривала з 6 липня по 14 грудня 2014. Це друга робота японського розробника ігор MinatoSoft.

## Сюжет
Тацумі — боєць, який у супроводі друзів дитинства направляється в столицю в пошуках шляху, щоб заробити гроші для допомоги свого злиденного села та прославитися. Після розлуки з друзями Тацумі не тільки не потрапляє служити в армію, але й обдурений незнайомкою Леоне, внаслідок чого втрачає всі гроші. Тацумі збирається спати на вулиці, але його зустрічає аристократична дівчина Арія і пропонує йому зупинитися у неї і, якщо вона захоче, стати її охоронцем, на що він відповідає згодою. Вночі на її будинок робить напад група вбивць, іменована «Нічний Рейд». Убивши всю охорону, прислугу і її батька, вбивця на ім'я Акаме нападає на Арію, але її намагається зупинити Тацумі, вступивши у нерівний бій. Тацумі програє, Акаме збирається вбити його разом з Арією, однак Леоне (виявляється, що вона теж член «Нічного Рейда») встигає вчасно, і упізнавши хлопця, якого пограбувала, зупиняє Акаме.
Леоне показує Тацумі жахливу картину: відкривши комору, він бачить змучених напівмертвих жителів села, яких Арія катувала заради задоволення. Виявляється, що серед цих жителів були і його товариші Сайо і Іеясу. Сайо вже мертва, а Іеясу перед смертю розповідає Тацумі всю правду про Арію. Дізнавшись правду, хлопець бере в руки меч і, не замислюючись, вбиває Арію. Після цього Леоне бере його з собою на базу «Нічного Рейда». Члени «Нічного Рейда», які є частиною революційних сил, розповідають йому, що столиця прогнила в корупції і насильстві і що їхнє завдання вбити всіх «прогнилих» і побудувати нову країну, де буде правити закон і порядок.
Рейд складається з фехтувальниці Акаме, молодої жінки, озброєної величезними ножицями на ім'я Шеллі, маніпулятора Лаббока, броньованого воїна Булата, снайпера Майн, винищувача-«звіра» Леоне і їхнього лідера Надженди, колишнього генерала імперської армії. Головна ціль повстанців — повалення диктатури прем'єр-міністра, що маніпулює молодим імператором через власну особисту вигоду та приводить народні маси до бідності і боротьби. Тацумі вирішує приєднатися до «Нічного Рейда».

## Термінологія
Події «Akame ga Kill!» відбуваються в якійсь Імперії, яка прогнила в корупції, бідності, насильстві і жорстокості. Править країною молодий Імператор, але хлопчик наївний і недосвідчений в правлінні, тому їм маніпулює прем'єр-міністр, який руйнує країну. Він є головним антагоністом і метою «Нічного Рейда». Всьому цьому злу протистоїть революційна армія, яка хоче покращити Імперію. Допомагає революції група вбивць — «Нічний Рейд». Вони вбивають людей, які загрожують безпеці громадян і революції. У Імперії теж є свої вбивці, яких скликали, щоб знищити «Нічний Рейд». У цій війні вбивці двох сторін використовують тейгу — древні артефакти, створені Імперією більше 1000 років тому. За допомогою рідкісних матеріалів, зібраних з найрідкісніших і небезпечних істот, великих учених, що жили тоді і сили самого Імператора, вони створили неймовірне для того часу — 48 смертельних знарядь, званих тейгу. Сила і форма тейгу найрізноманітніша, але щоб використовувати тейгу, людина повинна бути з ним сумісний.
- Нічний Рейд — група професійних убивць, заснована Наджендою, які підтримують армію революціонерів для повалення прем'єр-міністра і відновлення порядку в Імперії. Для цього вони вбивають винних: корупціонерів, хабарників та інших вбивць, які працюють на Імперію. Але в цьому їм протистоїть інша група, звана «Мисливці».

- Мисливці — елітний підрозділ, створений Есдет для знищення злочинності в столиці, і передусім, для знищення «Нічного Рейда». Люди запрошені в загін з різних департаментів і військових підрозділів Імперії. Всі члени володіють тейгу.

- Дике полювання — таємна поліція Імперії, яка утворюється після «Мисливців». Група складається з шести злочинців світового класу, які володіють тейгу і яких зібрав прем'єр-міністр для знищення «Нічного Рейда». Зловживають владою, вбиваючи безневинних жителів заради задоволення.

- Чотири Демона-Ракшаси — чотири висококваліфікованих солдата на службі прем'єр-міністра. Всі четверо не володіють тейгу, але володіють такою силою, що здатні перемогти власника тейгу. Три члени організацій загинули в боротьбі з «Нічним Рейдом» на завданні захищати шпигуна Боріка.

- Занепалі — елітні солдати під керівництвом Есдес. Три воїна, що володіють Тейгу. Загинули в битві з Булатом і Тацумі.

- Шлях миру — релігійна група, яку створили 10 років тому. Її учасники вважають, що добрі справи можуть зберегти чистоту душі.

## Медіа

### Манґа
Манґа Akame ga Kill! створена автором Такахіро і проілюстрована Тецуєю Тасіро. Серіалізація розпочалася у квітні 2010 року. у журналі Gangan Joker видавництва Square Enix. Перший танкобон опублікований 21 серпня 2010-го року; десять томів випущені станом на 22 січня 2014 року. Yen Press отримали ліцензію на видання манґи у червні 2014 року, перший том було випущено 20 січня 2015 року. У червні 2024 року, на фестивалі FANCON, видавництво MAL'OPUS анонсувало видання манґи українською мовою.
Приквел Akame ga Kill! Zero (яп. アカメが斬る！零) стартував у № 11 журналу Monthly Big Gangan 25 жовтня 2013 року. Автор — Такахіро, ілюстратор — Кай Тору. Сюжет фокусується на Акаме, коли вона працювала вбивцею на Імперію.

### Аніме
Аніме-адаптація по манзі була анонсована у січні 2014. Режисер — Томокі Кобаясі, сценарист — Макото Ведзу. Аніме адаптує перші вісім томів манґи, частини десятого й одиннадцятого томів в той час, як останні п'ять епізодів складають автономну сюжетну лінію. Таку Івасакі — композитор. Прем'єра відбулася на телестанціях Tokyo Metropolitan Television, Mainichi Broadcasting System і Nippon BS Broadcasting 6 липня 2014. Аніме ліцензовано Sentai Filmworks. Перший опенінг для епізодів 1-14 «Skyreach» виконує Сора Амамія, ендінг «Konna Sekai, Shiritakunakatta» (яп. こんな世界、知りたくなかった。) — Міку Саваі; другий опенінг «Liar Mask» виконує Ріка Маяма (пісня також її соло дебют), ендінг «Tsuki Akari» — Сора Амамія.

## Сприйняття
Було продано 24 181 копій сьомого тому манґи в перший тиждень релізу. Восьмий том — 37833 копій в дебютний тиждень. До 11 тому серії продано більше 2,1 млн копій.